# For Today
For Today foi uma banda cristã de metalcore melódico formada em 2005 na cidade de Sioux City, Iowa. A banda encerrou suas atividades no fim de 2016. Eles lançaram um EP: Your Moment, Your Life, Your Time, em 2006, e cinco álbuns completos: Ekklesia, lançado em 1 de abril de 2008, Portraits, lançado em 9 de junho de 2009, Breaker, lançado em 31 de agosto de 2010, Immortal, lançado em 29 de maio de 2012 e Fight The Silence, lançado em 04 de fevereiro de 2014. Também lançaram, em 2 de outubro de 2015, o álbum Wake.

## História
No início de sua carreira, em 2005, a banda era formada por Matt Tyler (vocal), Ryan Lietru (Guitarra e vocal), Mike Reynolds (Guitarra Rítmica), David Morrison (Bateria) e Jon Lauters (Baixo). Em 2006, lançaram seu primeiro EP: Your Moment, Your Life, Your Time. Um tempo depois, Tyler e Lauters saíram da banda logo cedo, e foram substituídos, respectivamente, por Mattie Montgomery e Brennan Schaeuble. Este último também saiu do grupo, e em seu lugar entrou o irmão de Ryan, Brandon Lietru. Em 1 de abril de 2008, lançaram seu primeiro álbum de estúdio: Ekklesia, no qual está contida a música ''Agape'', uma das mais bem sucedidas. Um ano depois, no dia 9 de junho de 2009, lançaram seu segundo álbum: Portraits, que inclusive alcançou a 15ª posição na revista Billboard, na categoria Álbuns Cristãos. Nesse álbum, são retratadas personalidades bíblicas, como os profetas Ezequiel, Joel, Isaías, Elias e Zacarias, além de Nicodemos, Paulo e Emanuel (Jesus). A última canção do álbum, ''Talmidim'' - designação para os seguidores de um rabino - provavelmente retrate, como esses seguidores, os discípulos de Jesus, de acordo com Ezequiel 36: 26-28).
Daí logo depois da entrada do Mattie eles lançaram 3 CDs, em 3 anos seguidos, depois com o intervalo de um ano lançaram o 4° CD, e esse ano lançaram mais um EP, e um DVD.
De 2010 pra cá o For Today teve 2 mudanças:
Saiu o David Morrison pra fazer trabalhos missionários na Europa, e foi substituído por David Puckett, que antes tocava na banda The Crimson Armada, que acabou e renasceu com o nome de The Holy Guile.
E no começo de 2013, Mike Reynolds saiu depois de declarações no twitter sobre a homossexualidade, e foi substituído por Sam Penner, que tocava na banda In The Midst Of Lions, que se separou em 2012. Em Abril de 2015, o guitarrista Sam Penner, revelou que foi convidado a sair do grupo devido ao fato de que as crenças que ele tem e as do restante da banda são distintas.

## Tours
Eles co-lideraram o Scream the Prayer Tour III com Maylene and the Sons of Disaster, Blessed by a Broken Heart, A Plea for Purging, The Color Morale, The Crimson Armada, e outros.
Juntaram com We Came As Romans, Texas in July, Woe, Is Me, e The Word Alive no Motel 6 Rock para dormir, a Tour de janeiro e fevereiro de 2011. Em maio, eles se juntaram com Caliban, As Blood Runs Black.
A banda também excursionou com The Devil Wears Prada no Dead Throne Turnê nos EUA, juntamente com Whitechapel e Enter Shikari em novembro de 2011.
Ao assinar com Razor & Tie a banda estava no estúdio de gravação em 6 de janeiro de 2012 até 8 de fevereiro de 2012 no The Machine Shop em Nova Jersey. Eles também anunciaram que Will Putney, que produziu seu Breaker versão anterior, iria produzir este álbum. O primeiro single do álbum, "Fearless", foi lançado em 6 de março de 2012. Eles encabeçou a Fight the Silence Tour baseado em seu novo álbum em março de 2012 e excursionou ao lado A Skylit Drive, Stick to Your Guns, MyChildren MyBride, e Make Me Famous. O novo álbum, Immortal, foi lançado em 29 de maio de 2012.
Eles tocavam em Warped Tour 2012.
Em junho de 2012, foi anunciado que o baterista David Morrison For Today desceu para fazer o trabalho missionário na América do Sul com Extreme Nazarene Ministries. David Puckett (Ex-The Crimson Armada) foi anunciado como o novo baterista. O guitarrista Mike Reynolds também deixou a banda no início de 2013, para que ele e sua esposa se matricular no colégio da Bíblia e trabalhar para missões de tempo integral trabalhar no Middle East. Este anúncio veio após comentários polêmicos que Reynolds fez no Twitter em que ele disse: "Não houve tal coisa como ser um cristão homossexual". A reação provocada por seus comentários solicitado ação por Mattie Montgomery que postou uma resposta no Youtube, onde ele deu seu número de telefone e ofereceu seu coração e tempo para qualquer um que quisesse falar sobre o que tinha sido dito, orar, desabafar sobre religião, ou simplesmente buscar conselho. Reynolds foi substituído pelo Sam Penner Ex-Guitarrista da banda In the Midst of Lions.
Em fevereiro de 2013, a banda anunciou que irá lançar um novo EP,  Prevailer, com quatro novas canções, uma faixa acústica, e um DVD de imagens, banda ao vivo e um documentário da história da banda.

## Membros
| Membros atuais - Mattie Montgomery – vocal (2008–atualmente) - Ryan Leitru – guitarra solo, vocal de apoio (2005–atualmente) - Sam Penner – guitarra rítmica (2013–2015, ex-guitarrista do In the Midst of Lions) - Brandon Leitru – baixo (2005–atualmente) - David Puckett – bateria (2012–atualmente, ex-baterista da The Crimson Armada) | Ex-membros - Matt Tyler (Madison Skylights) – vocal (2006-2008) - Mike Reynolds – guitarra rítmica (2005-2013) - Jon Lauters – baixo (2005) - Brennan Schaeuble – baixo(2005) - David Morrison – bateria (2005-2012) |

## Discografia

### Álbum de estúdio
- 2008 - Ekklesia
- 2009 - Portraits
- 2010 - Breaker
- 2012 - Immortal
- 2014 - Fight the Silence
- 2015 - Wake

### EP's
- 2006 - Your Moment, Your Life, Your Time EP (Auto-lançado)
- 2013 - Prevailer (Razor & Tie)

### DVD
- 2013 - Prevailer

## Videografia
Vídeo de música
| Titulo                           | Do álbum          | Diretor      |
| -------------------------------- | ----------------- | ------------ |
| "Agape"                          | Ekklesia          | -            |
| "Saul of Tarsus (The Messenger)" | Portraits         | Drew Russ    |
| "Devastator"                     | Breaker           | Scott Hansen |
| "Seraphim"                       | Breaker           | Drew Russ    |
| "Fearless"                       | Immortal          | -            |
| "Foundation"                     | Immortal          | -            |
| "Flesh and Blood"                | Prevailer         | -            |
| "Fight the Silence"              | Fight the Silence | -            |
| "Molotov"                        | Fight the Silence | -            |
| "Break the Cicle"                | Fight the Silence | -            |
| "Broken Lens"                    | Wake              | -            |